# Zell am See (distrikt)

Kommunerna i distriktet Zell am See

Zell am See är ett distrikt (Bezirk) i det österrikiska  förbundslandet Salzburg. Distriktets huvudort är Zell am See. Distriktet utgör det område som även kallas för Pinzgau. Distriktet gränsar i norr mot Bayern i Tyskland och har även en kort gräns mot Sydtyrolen i Italien i sydväst.
Distriktet delas in i tre stadskommuner, fyra köpingskommuner och 21 kommuner: (inom parentes invånarantal 1 januari 2024):
Stadskommuner (Stadtgemeinden):
- Mittersill (5 763)
- Saalfelden am Steinernen Meer (17 273)
- Zell am See (10 290)

Köpingskommuner (Marktgemeinden):
- Lofer (2 096)
- Neukirchen am Großvenediger (2 683)
- Rauris (3 086)
- Taxenbach (2 808)

Kommuner (Gemeinden):
- Bramberg am Wildkogel (4 062)
- Bruck an der Grossglocknerstrasse (4 951)
- Dienten am Hochkönig (728)
- Fusch an der Grossglocknerstrasse (749)
- Hollersbach im Pinzgau (1 253)
- Kaprun (3 130)
- Krimml (820)
- Lend (1 291)
- Leogang (3 580)
- Maishofen (3 663)
- Maria Alm am Steinernen Meer (2 270)
- Niedernsill (2 838)
- Piesendorf (3 863)
- Saalbach-Hinterglemm (2 911)
- Sankt Martin bei Lofer (1 217)
- Stuhlfelden (1 550)
- Unken (2 027)
- Uttendorf (3 071)
- Viehhofen (602)
- Wald im Pinzgau (1 139)
- Weissbach bei Lofer (417)